# Gerald Mayer
Gerald Mayer (Montreal, 5 juni 1919 – Santa Monica, 21 september 2001) was een Amerikaanse film- en televisieregisseur.

## Biografie
Gerald Mayer werd in 1919 in Montreal geboren als zoon van J.G. Mayer en Rheba Mayer. Zijn vader was een van managers van Metro-Goldwyn-Mayer, een belangrijke studio in de filmindustrie, zijn oom was Louis B. Mayer.
Mayer studeerde af aan de Stanford-universiteit en kwam na zijn militaire dienst bij de Navy tijdens de Tweede Wereldoorlog, in het familiebedrijf. Hij begon met het maken van screentests en korte films in 1945. Aansluitend maakte hij de langspeelfilms Mr. Whitney Had a Notion, The Sellout en Bright Road. Later stapte hij over naar televisie om afleveringen te regisseren van onder andere Gunsmoke en Bonanza. Vervolgens regisseerde hij afleveringen van The Six Million Dollar Man, Eight Is Enough en Lou Grant.

### Privé
Hij was getrouwd met Irene Briller (?–2001) en ze kregen samen 3 kinderen: Jeremy, Alison en Jillian. Mayer overleed op 82-jarige leeftijd te Santa Monica.

## Filmografie

### Televisieseries
- The Millionaire (1956-1958)
- Ethel Barrymore Theater (1956)
- Man with a Camera (1958-1959)
- Brenner (1959-1964)
- Adventures in Paradise (1959-1960)
- Bold Venture (1959)
- Gunsmoke (1960-1961)
- Thriller (1960-1961)
- Michael Shayne (1960)
- The Detectives (1960)
- Perry Mason (1960)
- Five Fingers (1960)
- Dr. Kildare (1961)
- The Asphalt Jungle (1961)
- Have Gun - Will Travel (1961)
- The Nurses (1963-1965)
- The Defenders (1964)
- 12 O'Clock High (1965-1966)
- Ben Casey (1965-1966)
- Slattery's People (1965)
- Profiles in Courage (1965)
- The Fugitive (1966-1967)
- Voyage to the Bottom of the Sea (1966-1967)
- Shane (1966)
- Bob Hope Presents the Chrysler Theatre (1966)
- Mannix (1967-1972)
- Judd for the Defense (1967)
- The Invaders (1967)
- Bonanza (1967)
- Tarzan (1967)
- Garrison's Gorillas (1967)
- Peyton Place (1967)
- The Virginian (1967)
- Cimarron Strip (1968)
- Mission: Impossible (1969-1970)
- Medical Center (1969)
- Room 222 (1969)
- Matt Lincoln (1970)
- Bracken's World (1970)
- Dr. Simon Locke (1971-1975)
- Nichols (1971)
- The Persuaders (1971)
- O'Hara, U.S. Treasury (1971)
- Dan August (1971)
- Anna and the King (1972)
- The Six Million Dollar Man (1976)
- The Swiss Family Robinson (1976)
- Quincy, M.E. (1977)
- Logan's Run (1977)
- Westside Medical (1977)
- Switch (1977)
- Hunter (1977)
- Serpico (1977)
- Lou Grant (1979-1980)
- Shirley (1979)
- ABC Weekend Specials (1979)
- Eight Is Enough (1979)
- CBS Afternoon Playhouse (1980)
- Nero Wolfe (1981)
- Airwolf (1984)

### Films
- Diamond Safari (1958)
- The Man Inside (1976)